# Eder (Turquia)
Eder (em turco: Iğdır; em arménio: Իգդիր; romaniz.: Igdir ou Ցոլակերտ; Tsolakert, o nome duma antiga cidade próxima; em curdo: Îdir) é uma cidade e distrito do extremo oriental da Turquia. É a capital da província homónima e faz parte da região da Anatólia Oriental. O distrito tem 1 273 km² de área e em dezembro de 2021 tinha 144 663 habitantes (densidade: 113,6 hab./km²), dos quais 99 276 na cidade.
Situa-se numa planície, 35 km a noroeste do monte Ararate, a montanha mais alta da Turquia, 15 km a sudoeste da fronteira com a Arménia, 50 km a sudoeste de Erevã, a capital da Arménia, 45 km a noroeste da fronteira com o Irão e 65 km a noroeste da fronteira com o Azerbaijão (distâncias em linha reta).